# Kampos (Elida)
Kampos  este un oraș în Grecia în Prefectura Elida.